# Phyllophaga implicita
Phyllophaga implicita är en skalbaggsart som beskrevs av Horn 1887. Phyllophaga implicita ingår i släktet Phyllophaga och familjen Melolonthidae. Inga underarter finns listade i Catalogue of Life.